# Zapasy na Igrzyskach Mikronezyjskich 2010
Turniej zapasów na igrzyskach Mikronezyjskich w 2010, rozegrano w dniach 3 – 4 sierpnia w Koror na Palau. W tabeli medalowej tryumfowali zapaśnicy z Palau.

## Tabela medalowa
Gospodarz mistrzostw został zaznaczony kolorem.
| Poz. | Państwo         |        |    |    | Łącznie |
| ---- | --------------- | ------ | -- | -- | ------- |
| 1    | Palau           | 10     | 2  | 0  | 12      |
| 2    | Mikronezja      | 2 (+4) | 8  | 16 | 26      |
| 3    | Guam            | 2      | 5  | 2  | 9       |
| 4    | Wyspy Marshalla | 2      | 1  | 2  | 5       |
|      | Łącznie         | 16     | 16 | 20 | 52      |

## Wyniki

### Styl klasyczny
| Konkurencja         | Złoto            | Srebro             | Brąz             |
| Kategoria do 55 kg  | Elgin Elwais     | Theodore Tamashiro | Curtis Graham    |
| Kategoria do 60 kg  | Dylan Talbot     | Serino Matheus     | Reedson Nakasone |
| Kategoria do 66 kg  | Raymond Tenorio  | Franson Gibbons    | Kautoa Nawere    |
| Kategoria do 74 kg  | Keitani Graham   | Radley Umang       | Joe Haflei       |
| Kategoria do 84 kg  | Waylon Muller    | Uleysus Peter      | Mike Ioanis      |
| Kategoria do 96 kg  | John Tarkong     | Dukay Tairuwepiy   | John Fritz       |
| Kategoria do 120 kg | Florian Temengil | Patrick Camacho    | Kun Killin       |

### Styl wolny
| Konkurencja         | Złoto            | Srebro             | Brąz                           |
| Kategoria do 55 kg  | Elgin Elwais     | Theodore Tamashiro | Curtis Graham Tadasy Aliksa    |
| Kategoria do 60 kg  | Dylan Talbot     | Nick Kamram        | Romeo Suwei Mark Avery Sasai   |
| Kategoria do 66 kg  | Franson Gibbons  | Raymond Tenorio    | Jeton Anjain Sk Yesiki         |
| Kategoria do 74 kg  | Keitani Graham   | Lucas Lukan        | Tony Elnsa Clifford Kusterbeck |
| Kategoria do 84 kg  | Waylon Muller    | Uleysus Peter      | Rodson Ruben LA Peter          |
| Kategoria do 96 kg  | John Tarkong     | Mark Mailo         | Jason Waayan Tony Towai        |
| Kategoria do 120 kg | Florian Temengil | Patrick Camacho    | Kun Killin                     |

### W stylu wolnym kobiet
| Konkurencja        | Złoto               | Srebro           | Brąz |
| Kategoria do 63 kg | Maria Dunn          | Alntlyn Otosy    | ---- |
| Kategoria do 72 kg | Samantha Rechelluul | Maureen Lamalmar | ---- |

- Carlinda Filas (48 kg), Linda Atoy (55 kg), Iu Rudolph (59 kg) i Rosemary Mix (67 kg), reprezentujące Mikronezję były jedynymi zawodniczkami w swoich kategoriach. W tabeli medalowej ich złote medale zostały ujęte w nawias.